# Frédérique Pollet-Rouyer
Pour les articles homonymes, voir Rouyer.
Frédérique Pollet-Rouyer, née en 1970 à Paris, France, est une vidéaste, cinéaste et photographe française.

## Biographie
Frédérique Pollet-Rouyer étudie les sciences politiques et le droit à Paris puis devient docteur en droit à la faculté d'Aix-en-Provence.
Sa spécialité est le droit audiovisuel européen.
Parallèlement à ses études de droit, elle se forme au cinéma.
Elle se consacre aujourd'hui au cinéma documentaire, à l'installation vidéo et à la photographie.

## Filmographie
- 2003 : Station Lumière, 86 minutes, film documentaire sur un lieu d'hébergement très particulier, Festival Cinéma du Réel, Centre Pompidou, 2004.
- 2007 : De l'usage du temps installation vidéo, 22 minutes, quatre écrans, première exposition au Théâtre du Merlan (Scène nationale), Marseille.
- 2008 : De l'usage du temps film documentaire, 17 minutes, à propos d'un atelier de danse contemporaine pour personnes âgées.
- 2008 : Comme les autres, installation vidéo, photos et son à propos de l'intime dans des cités marseillaises.
- 2009 : Né sous Z, film documentaire à propos d'un Eurasien né en Indochine, fils illégitime d'un soldat français et d'une Vietnamienne, qui retrouve sa famille et son histoire cinquante ans plus tard.
- 2009 : Dix-huit ans, court métrage documentaire, portrait d'une adolescente à l'héritage difficile. Ce film obtient la mention spéciale du jury "Regard neuf" au Festival Visions de Réel de Nyon (Suisse).